# Brad
Brad (Duits: Tannenhof) is een stad (oraș) in het Roemeense district Hunedoara. De stad telt 16.122 inwoners (2007). Brad ligt in de vallei van de Witte Körös (Crișul Alb-rivier, Nederlands: Witte Cris). Het is traditioneel de economische en spirituele hoofdstad van het Land van Zarand en staat bekend om zijn boomgaarden en de mijnexploitatie van goud en zilver.

## Geschiedenis
Brad werd voor het eerst genoemd in 1585. De naam betekent in het Roemeens ´Spar´. In 1848 was Brad een van de centra van een opstand van de Roemenen tegen de Habsburgse overheersers.
Tot 1876 was de plaats onderdeel van het Hongaarse comitaat Zaránd, daarna werd het ingedeeld bij het comitaat Hunyad. In 1918 ging Brad samen met de rest van Transsylvanië over in Roemeense handen.

## Literatuur

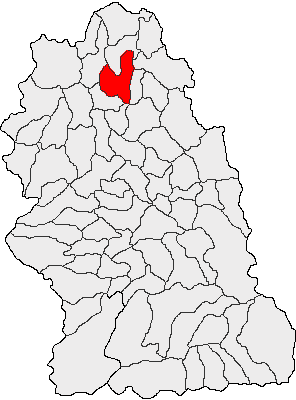
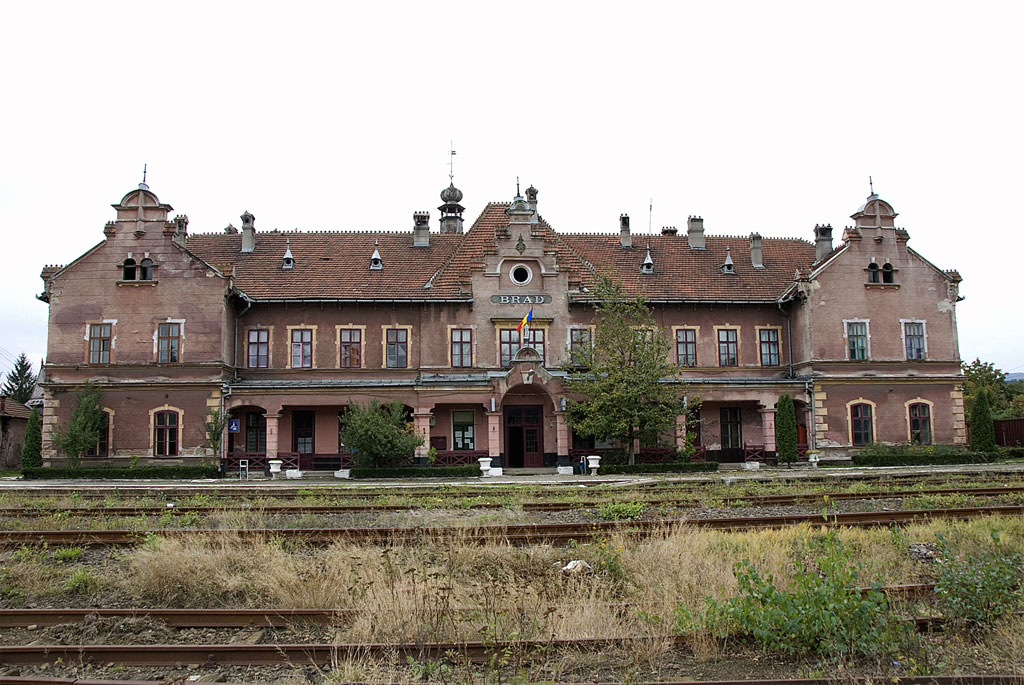
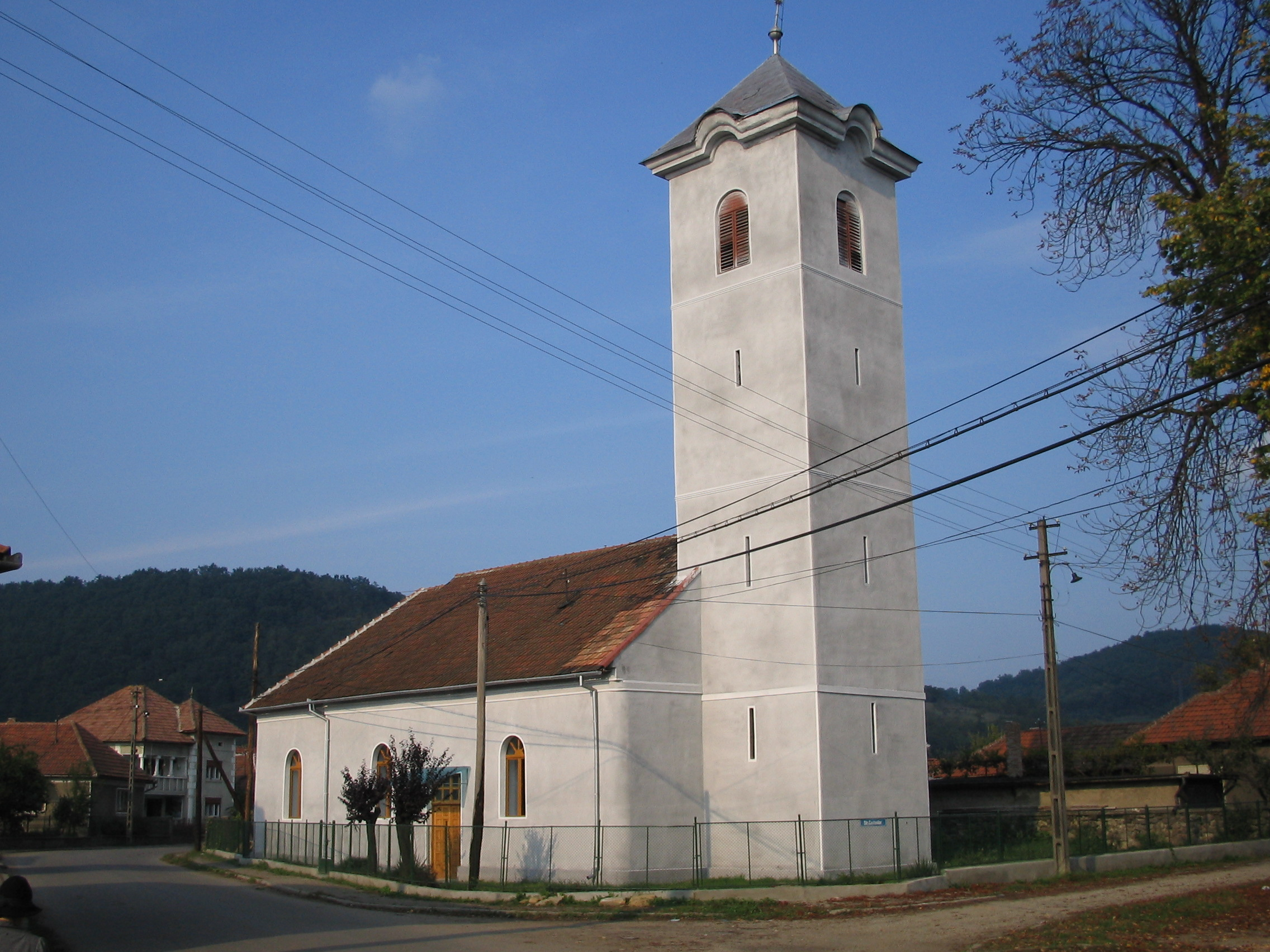
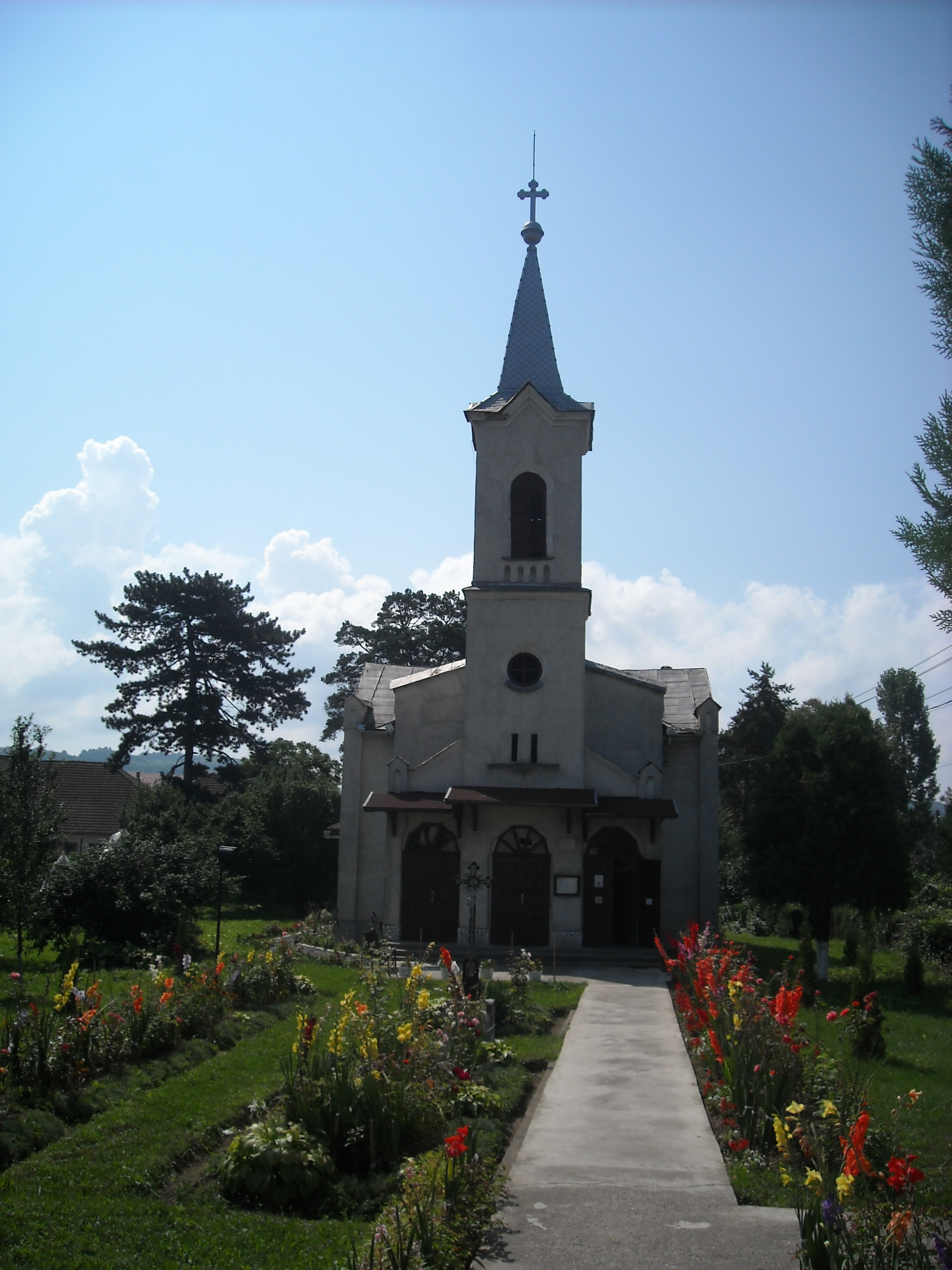
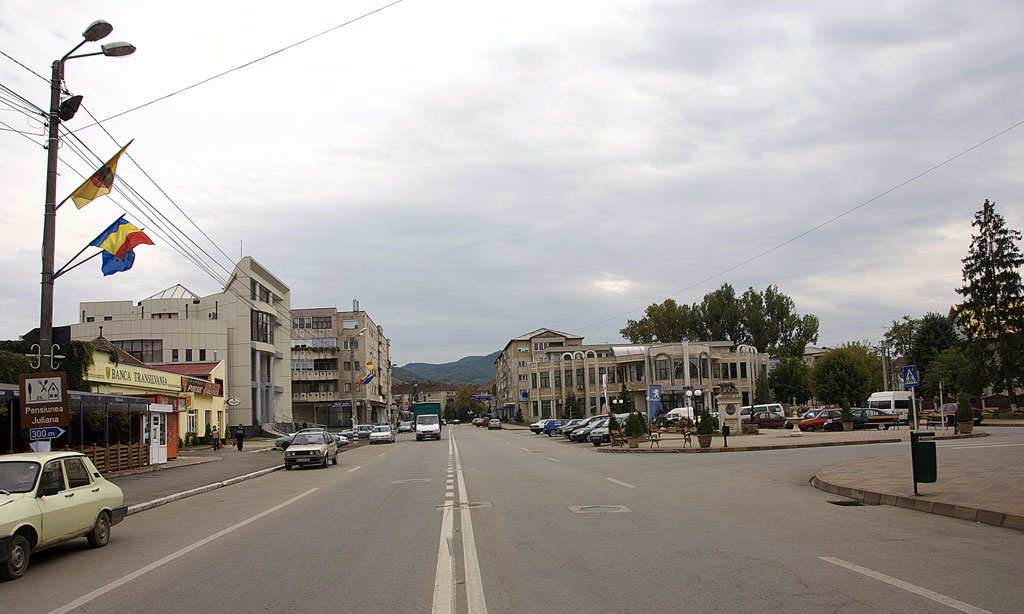